# Aleurolobus dalbergiae
Aleurolobus dalbergiae là một loài côn trùng cánh nửa trong họ Aleyrodidae, phân họ Aleyrodinae.
Aleurolobus dalbergiae được Dubey & Sundararaj miêu tả khoa học đầu tiên năm 2006.